# Шнелдорф
Шнелдорф (њем. Schnelldorf) општина је у њемачкој савезној држави Баварска. Једно је од 58 општинских средишта округа Ансбах. Према процјени из 2010. у општини је живјело 3.533 становника. Посједује регионалну шифру (AGS) 9571199.

## Географски и демографски подаци
Шнелдорф се налази у савезној држави Баварска у округу Ансбах. Општина се налази на надморској висини од 470 метара. Површина општине износи 51,5 km². У самом мјесту је, према процјени из 2010. године, живјело 3.533 становника. Просјечна густина становништва износи 69 становника/km².

## Међународна сарадња
| Мјесто  | Држава  | Врста сарадње | Од    |
| ------- | ------- | ------------- | ----- |
| Хогледе | Белгија | партнерство   | 1988. |
| Извор   |         |               |       |